# Roces
Roces es una parroquia histórica del concejo asturiano de Gijón (España) y, según su ayuntamiento, una de las parroquias en que se divide el término municipal. Una fracción de su territorio forma parte de la capital municipal, concretamente de su distrito Sur, y se divide en los barrios de Roces y Nuevo Roces. La fracción restante forma parte del distrito Rural del concejo.
La morfología de estas dos zonas en que se divide Roces es diferente entre sí, pues la urbana es mucho más moderna y planificada que la rural. No obstante, en la última también se ubica una parte del Área Industrial Roces-Porceyo, la cual comprende varios polígonos industriales.

## Demografía
Como entidad colectiva de población (parroquia), Roces dejó de aparecer en el nomenclátor en 1986, al quedar incluidos sus habitantes dentro de la villa de Gijón. No obstante, según el Ayuntamiento de Gijón, es una de las parroquias en las que se divide su término municipal, con parte de su territorio en el distrito Sur, urbano, y el resto en el distrito Rural. De acuerdo con el Nomenclátor geográfico de la toponimia oficial del Principado de Asturias, Roces es una «agregación superior al barrio».
En los nomenclátores anteriores a su integración en la capital municipal, la población de la parroquia era la siguiente:
| 1270                                                          | 3264 | 3774 | 3311 |
| (Fuente: Nomenclátores de entidades de población de Asturias) |      |      |      |

Según el ayuntamiento, en 1994 tenía una población de 2858 habitantes, en 2012 tenía 7526 habitantes.. En 2023 contaba con 11539, estando 6057 de esas personas en Nuevo Roces, 5317 en Roces urbano y 165 en Roces periurbano. .

## Ubicación y comunicaciones
Empezado por el norte y siguiendo las agujas del reloj, la parroquia de Roces limita con las con la capital municipal y las parroquias de Granda, Leorio, La Pedrera, Porceyo y Tremañes. En cuanto al barrio urbano homónimo, este limita con los barrios de Nuevo Gijón, Montevil, Contrueces, Nuevo Roces y Santa Bárbara. 
La parroquia está bien comunicada por carretera, ya que es atravesada por ejes tan importantes como la Autovía del Cantábrico, la Autovía Industrial o la Autovía Minera. Por su territorio discurre asimismo la Carretera Carbonera, vía de gran relevancia en el pasado reciente de Asturias. Además, EMTUSA ofrece a Roces las líneas de autobús urbano 6, 15, 20, 24 y Búho 2.

## Toponimia
El filólogo Ramón d'Andrés, en su obra Diccionario toponímico del concejo de Gijón, ofrece una hipótesis que intenta explicar el origen del nombre de la parroquia. De acuerdo con este autor, Roces deriva del sustantivo asturiano roces, plural de roza. En consecuencia, la denominación Roces haría referencia a unas tierras que se limpiaron de maleza para poderlas trabajar.

## Barrios
Según el Nomenclátor geográfico de la toponimia oficial del Principado de Asturias, Roces comprende diez barrios, antiguas entidades de población de la ya desaparecida parroquia:
1. El Barrio la Iglesia
2. La Braña
3. Los Caleros
4. La Fana
5. Machacón (o El Machacón)
6. Montevil (o El Montevil)
7. La Nozaleda (o La Nozalera)
8. La Perdiz
9. El Recuestu
10. Valles

De acuerdo con este documento, el barrio de Montevil —ahora plenamente integrado en la ciudad de Gijón— estaría dividido entre Roces y Ceares.

## Historia
A lo largo los siglos XX y XXI la parroquia ha ido siendo paulatinamente absorbida por la ciudad y su industria. Hasta entonces había tenido un carácter eminentemente rural. El barrio urbano de Roces surgió gracias a la promoción inmobiliaria que la Constructora Benéfica Nuestra Señora de Covadonga realizó entre 1953 y 1959, puesto que levantó 120 viviendas obreras en los alrededores de la actual Avenida de Salvador Allende. Aunque estas son muy modestas, presentan numerosas zonas verdes entre ellas, lo cual podía considerarse una novedad en la época en que fueron construidas.
También en 1953 se levantó, junto al vecino barrio de Montevil, un grupo de casas unifamiliares aisladas del resto de las viviendas de la parroquia. Se trata de 40 casas de planta baja situadas en el camino de Los Caleros, las cuales se distribuyen en filas y tienen una superficie interior de 56 m². Promovidas por el Patronato Laboral Francisco Franco, se construyeron bajo la intención del régimen franquista de «ruralizar» a la población que acababa de llegar a Gijón para trabajar en sus industrias.
Debido a su cercanía a la Carretera de Oviedo, en la década de 1970 se produjo la llegada  de la industria a la parroquia, que a día de hoy forma un gran complejo en la zona oriental, lo que ha desvirtuado su origen agrario pasando a ser considerara parroquia industrial. Además, en la década de 1990 la parroquia quedó dividida por la Autovía del Cantábrico, diferenciando la zona norte como barrio y la zona sur como parroquia, afectada también por la formación posterior de barrio de Nuevo Roces. No obstante, las primeras urbanizaciones de chalés que se construyeron en Roces datan asimismo de la década de 1990.

## Lugares de interés

### Equipamientos
En la parroquia se encuentran situadas las instalaciones culturales y educativas de la Biblioteca Pública Municipal "Alfonso Camín", el Instituto de Educación Secundaria Roces, el Colegio Público Alfonso Camín y la Escuela de Educación Infantil Nuevo Roces.
Cuenta con dos grandes superficies comerciales (Leroy Merlin y Alcampo), así como con decenas de empresas en los polígonos industriales y en los propios barrios. También hay que reseñar dos instalaciones deportivas: los Campos de Fútbol de La Federación y los Campos La Braña Sur. En Roces se ubica el Parque de Bomberos, anexo a las instalaciones de EMULSA.

### Patrimonio
En siglo XVI se construye la Torre de los Valdés y los Bandujo, es una pequeña torre cúbica de tres plantas de uso señorial. En los 1990 el inmueble se expropia para la construcción de la A-8 en su cruce con la actual AS-II. La Torre queda enclavada en medio de la intersección, sin acceso peatonal aún en la actualidad.
Por último hay que hacer mención a los Depósitos Municipales de Aguas, ubicados entre la carretera del Obispo y la autovía, que datan de 1887 y 1929, este último construido por Miguel García de la Cruz, y a la Torre de los Valdés y los Bandujo, totalmente inaccesible y sin uso, aunque restaurada.

## Personas destacadas
El pintor Manuel Medina nació en Roces en 1881. Alejado de las vanguardias, se dedicó a captar el mundo que le rodeaba de manera fiel a las corrientes pictóricas tradicionales. Se centró en el paisaje, el retrato, el bodegón y la escena costumbrista, a los cuales daba un tratamiento sobrio y expresivo y con preocupación por el detalle y los efectos de luz. Algunos de sus cuadros más populares representan la parroquia, por lo que se le ha calificado como «el pintor de Roces». En el Museo de Bellas Artes de Asturias (Oviedo) y en el Museo Casa Natal de Jovellanos (Gijón) se puede encontrar una buena representación de sus obras.
El poeta Alfonso Camín nació en la parroquia en el año 1890. En su obra —especialmente en el libro Entre manzanos (niñez por duros caminos)— aporta una visión de cómo era la zona a principios del siglo XX, hablando tanto de su paisaje como de su paisanaje: 
| Voy de palo y de cortejo. Voy de Roces hacia Granda, voy de Granda hacia Mareo; voy de Roces a Tremañes, voy de Roces a Porceyo. ¡Soy de San Julián de Roces, yo el mi pueblo non lo niego! |

En 1979 recibió el Premio José Vasconcelos de México y, pese a que varios profesores de la Universidad de la Sorbona habían solicitado para él la concesión del Premio Cervantes, no llegó a recibir este otro galardón. En la Carbayera de Roces, pequeña zona verde situada frente a la iglesia de San Julián, se instaló en 1978 un monolito dedicado a su memoria. Sus restos reposan en el cementerio de la vecina parroquia de Porceyo.
El jugador de fútbol José Ángel Valdés "Cote" también nació y vivió casi toda su vida en este barrio.[cita requerida]